# 単 (春秋)
単（ぜん）は、中国春秋時代に存在した諸侯国。単公を始祖とする姫姓の国である。他の周畿内諸侯国と同様に周王室に親属していた。

## 歴代君主
1. 単公
2. 単伯臻
3. 単伯
4. 単伯昊生
5. 単伯原父
6. 単伯
7. 襄公
8. 頃公
9. 靖公
10. 献公
11. 成公（在位:紀元前534年 - 紀元前531年）
12. 穆公（在位:紀元前530年 - 紀元前520年）
13. 武公
14. 平公